# NGC 7157
NGC 7157 is een balkspiraalstelsel in het sterrenbeeld Zuidervis. Het hemelobject werd in 1886 ontdekt door de Amerikaanse astronoom Francis Preserved Leavenworth.

## Synoniemen
- ESO 532-3
- MCG -4-51-15
- AM 2154-253
- PGC 67693